# L'Aplec Internacional

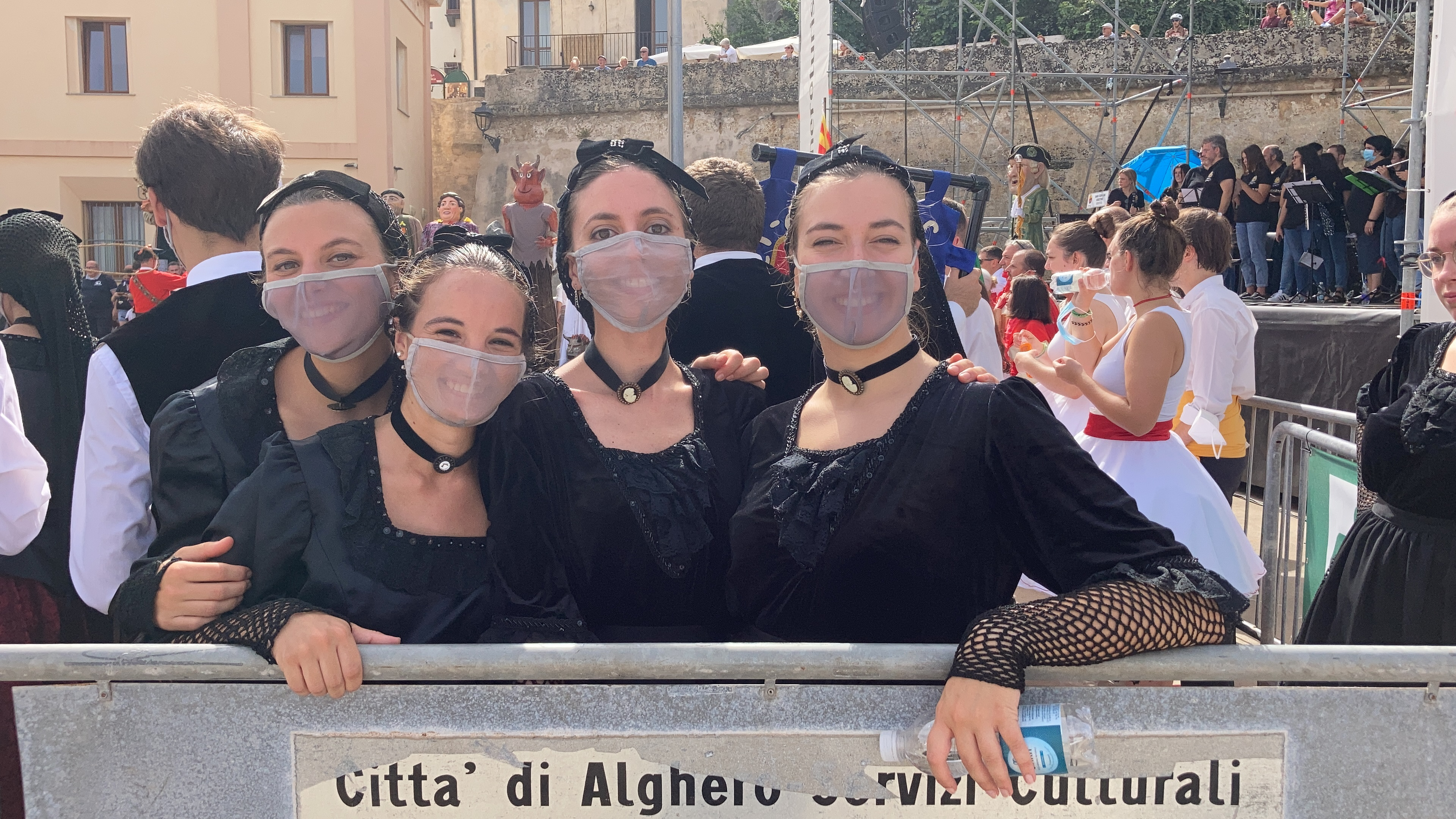
Quatre participants de l'Aplec Internacional de l'Alguer del 2021.

L'Aplec Internacional és un mostra de la cultura popular catalana organitzada per Adifolk que va començar l'any 1988 per donar-ne a conèixer la realitat i varietat de la cultura popular i tradicional catalana i dels Països Catalans al món. Als aplecs també hi participen algunes associacions, entitats o colles, dels països o les regions visitades. A més, s'hi solen fer algunes exposicions i conferències sobre temes rellevants, organitzades per diferents entitats i institucions. L'Aplec principalment s'ha localitzat a Europa, però també s'ha fet als Estats Units d'Amèrica.

## Descripció
Centrat en un principi bàsicament en la sardana, s'hi han anat afegint diversos grups actuants, com ara geganters, bastoners, cobles, grallers, esbarts, cavallets, diables, castellers, bestiari popular, ball folk, havaneres, teatre de carrer, etc.
A les trobades també s'hi fan conferències i exposicions organitzades per diferents entitats i institucions, com ara el Museu Etnològic de Barcelona, o, per a l'edició del 2021 a l'Alguer, per exemple, Obra Cultural de l'Alguer, Òmnium Cultural de l'Alguer, el Museu Arqueològic de la Ciutat de l'Alguer i l'Escola d’alguerès Pasqual Scanu, entre d'altres, mentre que la territorial de l'Alguer de la Plataforma per la Llengua s'hi va implicar amb un concert.

## Les diferents edicions
A 2021, amb 33 edicions, l'Aplec s'ha celebrat ja a 32 diferents localitats del mon, des de Timișoara, a Romania, fins a Washington DC, als EUA, passant per Amsterdam, Copenhaguen, Lausana, Lisboa, Manchester, Ostrava i Tallinn, entre molts altres llocs llunyans i propers, a més de tres ciutats dels Països Catalans: Ceret, Perpinyà i l'Alguer.
A les primeres tres edicions, es deia Aplec Internacional de la Sardana, a la quarta, Aplec Internacional de la Sardana i Mostra de Grups Folklòrics, passant a dir-se només Aplec Internacional a partir de la 25a edició, la de Budapest.

### Aplec Internacional Adifolk 2012 - Budapest
Els dies 3, 4 i 5 d'agost del 2012 l'Aplec internacional va celebrar el seu 25è aniversari a la ciutat hongaresa de Budapest, on la Colla Sardanista Xàldiga va ballar una sardana aèria a 30 m d'alçada.

### Aplec Internacional Adifolk 2019 - Copenhaguen
El 2019, la revista Catalonia Magazine, de l'American Institute for Catalan Studies, va dedicar un número especial a l'Aplec de Copenhaguen.

### Aplec Internacional Adifolk 2021 - L'Alguer
L'edició de 2020, ajornada al 2021 degut a la pandèmia de Covid-19, es va celebrar a l'Alguer, i va comptar amb una inesperada projecció internacional per la detenció del 130è MHP de la Generalitat Carles Puigdemont per part de les autoritats policials locals, a petició de les espanyoles. El president d'Adifolk, Ivan Besora, va explicar en la cloenda de l’Aplec que, tot i que van patir per la situació, finalment van poder seguir amb el calendari previst, i valorava aquesta edició com la millor de la història per la implicació de la ciutadania.

A part de la presència del MHP Puigdemont, l'Aplec de l'Alguer del 2021 va tenir la particularitat d'incloure també una quinzena d'entitats sardes i alguereses, entre elles: el Grup Fantafolk (amb Andrea Pisu a les launeddas i Vanni Masala a l'acordió) i la veu de Valeria Carboni; les figures tradicionals dels mamutonis i issohadors (de Mamoiada); grups en indumentària tradicional (gruppi in costume) de Sàsser, Sènnaru, Siligo i Osile; l'Associació Cultural i Folklòrica Ittiri Cannedu (Associazione Culturale e Folklorica Ittiri Cannedu), d'Ittiri; Canto a tenore gruppo Murales di Orgosolo (grup de cantu a tenore d'Orgòsolo); el Gruppo San Nicola di Sassari (grup Sant Nicolau de Sàsser), el Gruppo Su Masu d'Elmas (grup Su Masu, de Su Masu o El Mas); i l'Associació del joc de la morra Roberto Mulas d'Orthullè (Sociu po su jocu de sa mura Roberto Mulas di Orthulle). De l'Alguer, hi havia la Banda Musical Antonio Dalerci, el Cor Matilde Salvador (nombrat en honor a la compositora i pintora valenciana), el Cor Bàratz, la Coral Lo Fontuni, el Cor Polifònic Alguerès o Coro Polifonico Algherese, i “Mans Manetes” de l'Alguer.

Aquesta edició de l'Aplec va ser organitzada per Adifolk conjuntament amb l'Ajuntament de l'Alguer (Comune di Alghero) i la Fondazione META - Musei Eventi Turismo Alghero o Fondazione Alghero, amb el patrocini de Grimaldi Lines i el suport de: el Departament de Cultura i el Departament d'Acció Exterior, Relacions Institucionals i Transparència de la Generalitat de Catalunya, la Diputació de Barcelona, la Diputació de Tarragona, la Diputació de Lleida, la Diputació de Girona, Montblanc Viatges, TV3, Catalunya Ràdio, La Xarxa, Turisme de Catalunya, el Patronat del Corpus de Lleida, i Tortosa Capital de la Cultura Catalana 2021, així com la Plataforma per la Llengua, Òmnium Cultural de l'Alguer, l'Obra Cultural de l'Alguer, la Fondazione Maria Carta, el Centre Cultural Antoni Nughes / Escola d’alguerès Pasqual Scanu, i diverses federacions i confederacions de les diferents manifestacions culturals, com ara la Federació de Cors de Clavé, la Federació Catalana de Joc Tradicional, el Foment de les Tradicions Catalanes, etc, a més de l'Ens de l'Associacionisme Cultura Català, Amical Wikimedia, i Girona Excel·lent, entre d'altres.

### Taula de les diferents edicions
A continuació, una taula de les diferents edicions.
| Any i edició | Ciutat o municipi            | Regió                                                                   | Estat           | Notes, comentaris |
| ------------ | ---------------------------- | ----------------------------------------------------------------------- | --------------- | --- |
| 1988 -e01    | Àmsterdam                    | Holanda del Nord                                                        | Països Baixos   | En aquesta primera edició, la trobada encara es deia Aplec Internacional de la Sardana, i s'enfocava cap a aquest ball. |
| 1989 -e02    | París                        | Illa de França                                                          | França          | En aquest segon any de l'aplec de la Sardana, ja hi havien una sèrie de colles de geganters, bastoners, i esbarts d'altres danses folklòriques. |
| 1990 -e03    | Zúric                        | Cantó de Zuric                                                          | Suïssa          | |
| 1991 -e04    | Tolosa de Llenguadoc         | Occitània, Llenguadoc                                                   | França          | Aquí ja es diu Aplec Internacional de la Sardana i Mostra de Grups Folklòrics. Inclou castellers i tota la pesca. |
| 1992 -e05    | Brussel·les                  | Regió de Brussel·les-Capital                                            | Bèlgica         | |
| 1993 -e06    | Florència                    | Toscana                                                                 | Itàlia          | |
| 1994 -e07    | Marsella                     | Occitània, Provença                                                     | França          | |
| 1995 -e08    | Hannover                     | Baixa Saxònia                                                           | Alemanya        | |
| 1996 -e09    | Luxemburg                    | Cantó de Luxemburg                                                      | Luxemburg       | |
| 1997 -e10    | Tolosa de Llenguadoc i Ceret | Occitània, Llenguadoc; i Països Catalans, Catalunya del Nord, Vallespir | França          | Aquest any es va fer el primer dia a Ceret, i els següents dos a Tolosa de Llengüadoc. |
| 1998 -e11    | Innsbruck i Hall in Tirol    | Tirol                                                                   | Àustria         | Nom oficial: 11è Aplec Internacional de la Sardana i Grups Folklòrics - 8/9.8.1998 - Hall in Tirol i Innsbruck (Àustria) |
| 1999 -e12    | Lausana                      | Cantó de Vaud                                                           | Suïssa          | |
| 2000 -e13    | L'Alguer                     | Països Catalans; Sardenya                                               | Itàlia          | |
| 2001 -e14    | Copenhaguen                  | Regió de l'Oresund, Hovedstaden                                         | Dinamarca       | |
| 2002 -e15    | Lisboa                       | Estremadura, Districte de Lisboa                                        | Portugal        | |
| 2003 -e16    | Manchester                   | Anglaterra, North West England                                          | Regne Unit      | Alguns dels grups anglesos o britànics que hi van poder participar van ser el St. Lukes Project, els Dorchester Giants, els Sheffield City Giants, els Northwest Gegants, el London Guise i el Slawit Guise. |
| 2004 -e17    | Graz                         | Estíria                                                                 | Àustria         | |
| 2005 -e18    | Haarlem                      | Holanda del Nord                                                        | Països Baixos   | |
| 2006 -e19    | Malmö                        | Escània                                                                 | Suècia          | Entre els grups que hi van participar, hi havia com a mínim un de suec, el Malmö Folkmusikförening. |
| 2007 -e20    | Frankfurt am Main            | Hessen                                                                  | Alemanya        | |
| 2008 -e21    | Tallinn                      | Comtat de Harju                                                         | Estònia         | |
| 2009 -e22    | Luxemburg                    | Cantó de Luxemburg                                                      | Luxemburg       | |
| 2010 -e23    | Cracòvia                     | Petita Polònia                                                          | Polònia         | Entre els grups locals participants, hi havia la Coral Capella Cracoviensis, el Grup folklòric Cracovia Danza, Grup folklòric Krakowiacy, el Grup de Danses Ziemia Myślenicka, Cavall Lajkonik i Drac de Wawel. |
| 2011 -e24    | Grenoble                     | Arpitània, Alvèrnia-Roine-Alps, Isèra                                   | França          | |
| 2012 -e25    | Budapest                     | Pest                                                                    | Hongria         | A partir d'aquí l'Aplec passa a dir-se, més breument, Aplec Internacional (més l'any i ciutat). Aquest any s'hi va poder veure la sardana aèria de la colla Xàldiga (Barcelona), entre moltes altres actuacions. |
| 2013 -e26    | Verona                       | Vèneto                                                                  | Itàlia          | |
| 2014 -e27    | Timișoara                    | província de Timiş                                                      | Romania         | Alguns dels grups romanesos que hi van participar van ser les agrupacions musicals Ansamblul Timișul i els Peregrinii, totes dues de Timișoara. Els grups catalans participants van ser els següents: Bastoners de l’Esbart Cabirol de Sils (Sils, la Selva); la Mulasseta de Montblanc (Montblanc, Conca de Barberà); Nans de l’Esbart Cabirol de Sils (Sils, la Selva); Nans de la Fundació La Roda (Barcelona, Barcelonès); Cobla Jovenívola d’Agramunt (Agramunt, Urgell); Cobla Volta al Món (Barcelona, Barcelonès); Colla de Diables de Mataró (Mataró, Maresme); Basilisc (Mataró, Maresme); Esbart Maragall (Barcelona, Barcelonès); Dansa Barroca de l’Esbart Català de Dansaires (Barcelona, Barcelonès); Falcons de Piera (Piera, Anoia); Falcons de Barcelona (Barcelona, Barcelonès); Gegants de Roses (Roses, Alt Empordà); Gegants de Ribes de Freser (Ribes de Freser, Ripollès); Gegants de Cervera (Cervera, Segarra); Gegants de l’ACGC (Barcelona, Barcelonès); Amics dels Gegants de Montblanc (Montblanc, Conca de Barberà); Havaneres Boira (Lleida, Segrià); Sacaires de Tarragona (Tarragona, Tarragonès); Ministrers del sabre (Mataró, Maresme); Quartet segle xviii (L'Estartit, Baix Empordà); Colla sardanista Xàldiga (Barcelona, Barcelonès); Colla sardanista Sol Ixent (Vilanova de Bellpuig, Pla d’Urgell); i Colla sardanista Sa Palomera (Blanes, la Selva), etc. |
| 2015 -e28    | Torí                         | Occitània, Piemont                                                      | Itàlia          | |
| 2016 -e29    | Perpinyà                     | Països Catalans, Catalunya del Nord, Rosselló                           | França          | |
| 2017 -e30    | Ostrava                      | Moràvia i Silèsia                                                       | República Txeca | |
| 2018 -e31    | Washington DC                |                                                                         | EUA             | |
| 2019 -e32    | Copenhaguen                  | Regió de l'Oresund, Hovedstaden                                         | Dinamarca       | Revist de Castells: «Els Xiquets de Tarragona hi van bastir com a sostre un 5de7. Dinamarca és plaça castellera ocasional per les colles catalanes, però des de l’any 2013 compten amb la colla castellera local: els Xiquets de Copenhaguen, que l’any 2018 van ser capaços de fer el seu primer castell de 6.» Aquest any, l'aplec compta amb un número especial de la revista Catalonia Magazine, de l'American Institute for Catalan Studies. |
| 2020 -e33    | -                            | -                                                                       | -               | S'havia de fer a l'Alguer però es va posposar degut a la pandèmia del COVID |
| 2021 -e33    | L'Alguer                     | Països Catalans; Sardenya                                               | Itàlia          | S'havia de fer el 2020 però es va posposar. En aquesta edició hi van participar uns quaranta grups i més de vuit-cents actuants, i també unes quinze entitats i colles sardes. Aquesta edició va gaudir de la visita del MHP Carles Puigdemont. |
| 2022 -e34    | Elvas                        | Alentejo                                                                | Portugal        | |
| 2023 - e35   | Villach                      | Carintia                                                                | Àustria         | Se celebrarà els dies 16-17-18 de juny de 2023 |